# Lodore Falls
Koordinaten: 54° 33′ 27,5″ N, 3° 8′ 17,2″ W

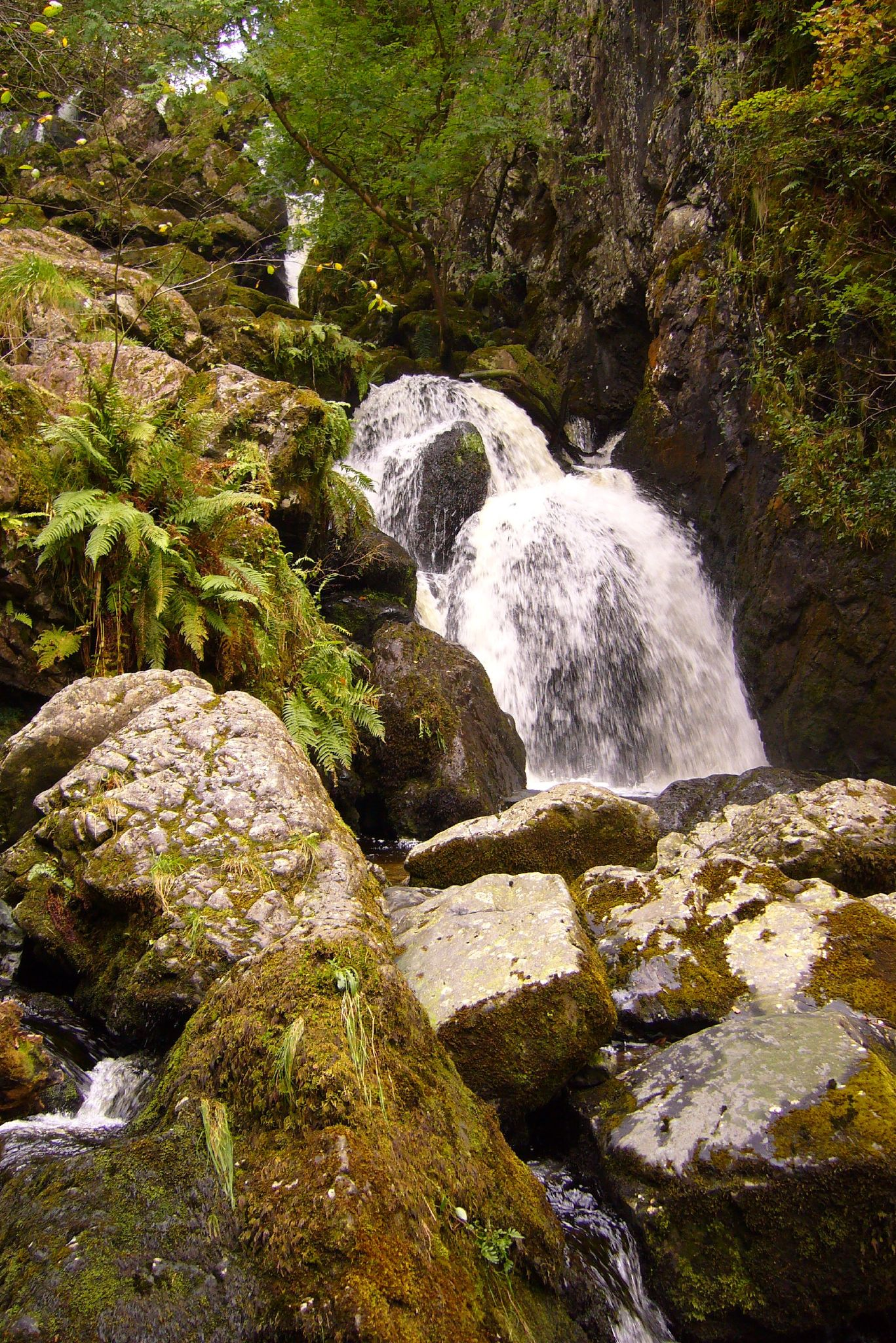
Lodore Falls

Die Lodore Falls sind ein Wasserfall im Lake District, Cumbria, England. Der Watendlath Beck fällt in den Lodore Falls rund 30 m tief hinunter, bevor er kurz danach in den Derwent Water See mündet.
Der Wasserfall ist nach Trockenperioden oft nur sehr klein, nach starken Regenfällen jedoch reißend.
Der Dichter Samuel Taylor Coleridge nannte die Lodore Falls das beste am Lake District und verglich sie mit dem Sturz der gefallenen Engel aus dem Himmel, so wie er ihn von John Milton in Paradise Lost als ein erhabenes Bild geschildert sah.
Der Lake Poet Robert Southey hat 1820 ein Gedicht (The Catarct of Lodore, auch bekannt als How does the water come down at Lodore ?) über den Wasserfall geschrieben.